# Mauzolej prvog kineskog cara
Mauzolej prvog kineskog cara, Qin Shi Huanga, iz 210. pr. Kr., je jedna od najvećih grobnica na svijetu, a najpoznatija je po kolekciji od preko 7.000 realističnih figura terakota vojnika i konja, tzv. Vojska terakota. Mauzolej se nalazi 36 km sjeveroistočno od grada Xi'ana u oblasti Lintong, provincija Shaanxi u središnjoj Kini.

## Povijest
Qin Shi Huang je bio prvi kineski car koji je ujedinio Kinu 221. pr. Kr. Iste godine je započeo i gradnju svog megalomanskog mauzoleja, i znanstvenici pretpostavljaju da ga je gradilo oko 700.000 radnika. 
Mauzolej je otkriven sasvim slučajno u ožujku 1974. godine kada su seljaci iz sela Xiyang pokušali iskopati bunar kako bi se spasili od suše. Na dubini od 4 metra su pronašli svirala, pod od opeke i brončani samostrel sa strijelama. Arheološka iskapanja su započela ubrzo nakon otkrića, a Muzej prvog cara dinastije Qin postavljen je na ruševinama i otvoren za javnost 1979. godine. God. 1980., otkrivene su dvije obojene brončane kočije, u pola stvarne veličine, 20 metara zapadno od carevog groba. Svaka je bila četveropreg od 3,000 raznih dijelova (od čega 1.720 komada nakita od 3.033 grama zlata i 4.342 grama srebra). Od 1987. godine, Mauzolej prvog kineskog cara je upisan na UNESCO-ov popis mjesta svjetske baštine u Aziji i Oceaniji.

## Odlike
Mauzolej okružuju vanjske zidine kvadratičnog tlocrta, promjera 2.000 x 900 metara, a unutar njih se nalaze unutarnje zidine 1.200 x 550 m. Između njih su se nalazile konjušnice, domovi službenika i stražara, te jama s rijetkim životinjama, jama s plesačima i akrobatima i jame u kojima su pronađene školjke i kacige. Unutarnjim kvadratom dominira grobnica koja je izvana ogromni zemljani humak u obliku piramide. Na vrhu su se nalazile pripadajuće zgrade: rezidencija s dvoranom, jama s civilnim službenicima i kvadratična jama veličine 3.025 m² u kojoj su pronađene brončane kočije. 
Oko 310 metara istočno od vanjskih zidina nalaze se dvije jame, u jednoj su grobnice, a u drugoj terakotne figure konja. Samo 300 metara istočno od njih nalaze se još četiri jame od kojih su dvije istražene. U prvoj, veličine 14.260 m² nalazi se više vojska terakota prirodne veličine od 6.000 figura vojnika i 40 figura kočija četveroprega od bronce i gline. Sljedeća jama ima isti broj figura vojnika i 89 kočija. U trećoj je do sada pronađeno tek 78 figura vojnika i jedna kočija. Sve u svemu, mauzolej se prostire na više od 56 km². Važna značajka ovih figura je iznimna individualizacija svakog lika, te nema dva ista, kao da je riječ o drevnim portretima.
Cijeli Muzej prvog cara dinastije Qin je kompletiran 1994. godine i u njemu posjetitelji mogu vidjeti 1.087 terakotnih vojnika i konja, što je ukupan broj rekonstruiranih figura.
- Realistične figure vojnika
- Portret časnika
- Niz konja
- Brončana kočija
- Muzej prvog cara dinastije Qin

## Vanjske poveznice
- Xi'an na mojputopis.com od 29. rujna 2008, Preuzeto 10. kolovoza 2011.
- Raste vojska terakota, koja čuva mrtvog kineskog cara Dnevnik.hr 12. svibnja 2010.
- VIDEO: Mnogi nerješeni misteriji tijekom iskapanja vojnika od terakote Dnevnik.hr 14. lipnja 2009.
- Kineska glinena vojska  Arhivirana inačica izvorne stranice od 6. listopada 2011. (Wayback Machine) 10 Čuda svijeta